# Elena Recanati Foa Napolitano
Elena Recanati Foa Napolitano (Torino, 12 marzo 1922 – Torino, 14 luglio 1983) è stata una dirigente d'azienda italiana sopravvissuta alla Shoah. Al suo ritorno tramite interviste e in una lunga e articolata lettera alle sorelle lasciò una dettagliata testimonianza della deportazione e degli orrori subiti.
Durante la seconda guerra mondiale è stata catturata e deportata in quanto ebrea.

## Biografia
Elena Recanati nacque a Torino il 12 marzo 1922 in una famiglia piccolo-borghese residente in via Ormea 40. Aveva tre sorelle ed un fratello, la madre, Luigia Simon era ebrea (nata a Berlino) e il padre Luigi Recanati era italiano. Quando la madre si trasferì in Italia, durante la prima guerra mondiale, decise di non parlare più in tedesco, neanche in casa, perché sapeva di essere considerata un'intrusa, di essere sorvegliata; la situazione peggiorò a seguito della presa del potere di Hitler in Germania.
Prima del 1938, anno di introduzione delle leggi razziali in Italia, Elena sarebbe dovuta partire con la famiglia per l'Argentina così da mettersi in salvo; saputo ciò il suo fidanzato Guido Foa, conosciuto in quarta ginnasio al Liceo classico statale Vittorio Alfieri, partì da Torino e raggiunse Roma per comunicare ai genitori di lei di volerla sposare. Lei rifiutò di partire per l'Argentina, a differenza di alcuni altri suoi familiari, per accettare la proposta di matrimonio, così si sposarono a Roma il 9 agosto del 1942 e si trasferirono a Torino.

### Gli anni della guerra
Durante i bombardamenti della seconda guerra mondiale Elena e il marito furono costretti a lasciare Torino, così si spostarono a Feletto nel Canavese e in seguito a Cuorgnè dove l'8 novembre del 1943 nacque il figlio Massimo. Qui presero una casa in subaffitto da una donna i cui fratelli erano prigionieri di guerra. L'8 settembre 1943, dopo l'annuncio dell'armistizio, avvenne l'occupazione tedesca e ci fu la decisione di rinchiudere gli ebrei nei campi di concentramento e la sera del 20 novembre arrivò il messo comunale di Cuorgnè che, vedendo il figlio di soli 12 giorni, non li arrestò e disse loro di non farsi trovare la mattina seguente. Si rifugiarono a Prascorsano, in una stanzetta con il figlio di 15-20 giorni, dove sentirono passare le SS che andavano verso Forno Canavese e per via dei pianti del bambino temettero di essere catturati. Elena ed il marito si trasferirono a Canischio, dove rimasero per parecchi mesi. Grazie al fatto che il marito era in contatto con dei partigiani della zona, ottennero carte d'identità false (queste non poterono essere utilizzate e vennero bruciate il 9 agosto 1944).

### L'arresto e la deportazione
All'arrivo dei fascisti della Xª Flottiglia MAS, vennero portati a Cuorgnè dove tutti li conoscevano; oltre a prendere lei, il marito, il suocero Donato Foà e il figlio di nove mesi, rubarono anche oggetti preziosi. I fascisti dissero che li avrebbero portati a Cuorgnè, quindi li caricarono su un camion e li tennero prigionieri in una caserma. Erano nelle mani delle SS: li portarono alle Carceri Nuove di Torino, dove li fecero scendere gridando "I quattro giudei". Elena, ricordandosi del viaggio scrive "Una pallottola ha perforato il parabrezza fischiando a pochi millimetri sopra la mia testa".
Uno dei peggiori ricordi di Elena è quando, giunti alle Nuove, venne separata dal marito e attraversò un lungo corridoio fino ad una piccola stanza dove si dimenticarono di lei. Grazie a Suor Giuseppina De Muro che, con la scusa di portare il bambino a prendere aria lo faceva vedere a Guido, i coniugi durante il soggiorno nel carcere si scambiavano bigliettini in cui si facevano forza a vicenda. Per via delle pessime condizioni, il bambino non poteva avere una sana alimentazione e ad Elena davano un po' di acqua con della polvere di latte condensato per nutrirlo. Otto giorni dopo riuscì a mettere in salvo il figlio grazie a Suor Giuseppina De Muro, che lo fece uscire dalla prigione in mezzo alle lenzuola sporche e fu affidato ad una povera vedova di Cuorgnè di nome Tilde (Clotilde) Roda Boggio. Nonostante le delazioni fossero ben ricompensate e nascondere bambini ebrei fosse pericoloso, lei pur di proteggerlo mentiva ai tedeschi dicendo che era suo nipote. Quando i genitori lasciarono le carceri il 27 agosto 1944 i tedeschi volevano anche il figlio Massimo, infatti nel campo di raccolta di Bolzano dove furono portati i coniugi il primo di settembre, all'appello fu chiamato anche lui. Furono portati a Merano dove inizialmente lei faceva il facchino e poi le pulizie in un castello nei dintorni, mentre Guido costruiva una strada a 75 km da Merano. Elena dice: ”C’era un vitto sufficiente e il lavoro era tutt’altro che pesante. Io andavo a fare pulizia nelle ville degli ufficiali della S.S.”.Di qui partì il 24 ottobre 1944 con il trasporto che Italo Tibaldi nel corso della sua ricerca ha numerato come 96 e che portò Elena ad Auschwitz.

### Gli anni della deportazione
“Se fossimo arrivati ad Auschwitz insieme saremo andati direttamente al crematorio tutti e due” scrive Elena in una lettera inviata alle sorelle Germana e Ida il 30 novembre 1945; lei e Guido furono divisi e fino alla liberazione dei campi di concentramento lei non smise mai di sperare nella sopravvivenza del marito. Purtroppo questi e suo suocero non furono fortunati: Donato Foa fu mandato nelle camere a gas appena arrivato ad Auschwitz a fine ottobre; non superò la selezione e morì quindi a pochi minuti dall'arrivo. Guido forse morì durante la marcia della morte per abbandonare Auschwitz dirigendosi verso Ovest appena prima della liberazione del campo nel 1945; di lui si sa che il 7 dicembre del 1944 era malato di polmonite. Elena rimase ad Auschwitz solo per quattro giorni. Appena arrivata fu subito immatricolata con il numero A-26692, così descrive l’arrivo: “Eravamo nude, depilate, rapate, ridotte a non esser più delle donne. E questi SS che ci passavano vicino ci attraversavano con lo sguardo come se non esistessimo: fossimo state un branco di pecore o di mucche sarebbe stata la stessa cosa. La cosa mi ha umiliata profondamente. E dentro di me avevo una reazione strana, perché mi sentivo umiliata per non essere guardata come donna, mentre sentivo che avrei dovuto essere umiliata se mi avessero guardata come donna. E quindi c’era… l’avvillimento di non essere guardata come donna, e nello stesso tempo la vergogna, dicevo: ma allora in fondo di me sono una…! Secondo la mentalità con cui ero stata educata, avere questa sensazione era una cosa sbagliata. Però era la sensazione che provavo” Così descrisse il suo permanere nel campo di Auschwitz: ”Sono arrivata in un momento di caos tremendo. Incominciava già l'evacuazione del campo, in tutti quei giorni ho potuto mangiare una sola volta pochi bocconi di zuppa: sono stata in appello per delle ore consecutive di giorno, di notte, continuamente, ho ricevuto tante di quelle botte quante non avrei potuto mai immaginare, ho assistito per lo meno a tre selezioni, ho visto scene d’orrore inenarrabili, ho sentito quell’indimenticabile, caratteristico odore di crematorio. Ho fissato come un’allucinata le fiamme dei forni in cui forse stavano bruciando le spoglie mortali del padre di Guido".
Passarono solo pochi giorni e venne trasferita a Bergen Belsen, dove giunse il 14 dicembre: ”Fame, botte, freddo, fango, paglia sudicia, contatti con gente perfida, abbrutita dalle privazioni, inferocita dalla fame, appelli interminabili, febbre, le prime piaghe incominciavano a farmi soffrire, lavoro pesante ed inutile sotto la neve in un abbigliamento oltre che inverosimilmente lacero e sporco, anche inadeguato alla stagione…”e ancora “Mi ricordo che dicevo tra me: qualunque cosa mi facciano, il mio spirito è libero, è solo il mio corpo che è qui in queste condizioni; ma possono farmi qualunque cosa, io sono sempre libera perché dentro di me non possono arrivare. E questo mi ha dato molta forza, questo e il pensiero di mio figlio. Anche se qualche volta mi vergognavo di me stessa, perché quando cercavo di pensare al mio bambino non riuscivo a vedere la sua faccia: vedevo una pagnotta di pane, perché la fame era più forte ancora del ricordo” Il 18 dicembre 1944 venne nuovamente spostata a Braunschweig (tra Hannover e Amburgo) dove lavorò tutto l’inverno in condizioni terribili, a spalare macerie al freddo “con indosso un abitino di tela senza maniche, un pantaloncino senza fodera e tutto strappato, un paio di zoccoli di legno, e senza calze…”. Molto malata, fu infine portata via insieme ad altre. “Eravamo tutte convinte di andare a finire al crematorio. Ed io ne ero contenta. Ve lo assicuro. Non ne potevo proprio più di tante sofferenze, di tante umiliazioni!”. Lei e le sue compagne, che per la maggior parte erano ungheresi, polacche e cecoslovacche (solo otto erano italiane)  furono portate in una baracca ospedale e la notte dormivano in una scuderia abbandonata. Di questo periodo Elena scrive : "Ci sdraiavamo sulla paglia, con una coperta in quattro, e dopo una giornata interminabile che aveva inizio assai prima dell’alba con un appello (sull’attenti, per cinque), poi una marcia di otto chilometri per andare al lavoro, poi il lavoro, massacrante e condito di botte, poi la marcia di ritorno con conseguente appello di controllo; dopo tutto questo, stanche, sfinite, ricevevamo tre quarti di litro di una lurida zuppa di acqua e rape (poche rape) e una minuscola fettina di pane, che si inghiottiva avidamente per poi sentirsi più affamate, più sfinite, più esauste di prima.” Inoltre le condizioni pessime favorivano la formazione e la diffusione di pidocchi, piaghe e “le avitaminosi” di cui Elena ha sofferto.
Il gruppo di ragazze ormai era decimato, così gli sgherri, il 21 febbraio, le portarono via tutte; 160 malate, inclusa Elena che aveva la gamba sinistra e la spalla destra che stavano per andare in gangrena, vennero caricate su un camion che le portò a Watterschtadt. “Ci spogliarono, ci rasarono, ci fecero il bagno, naturalmente senza asciugatoi, e ci diedero una camiciola di tela. Poi ci ricaricarono sul camion e ci fecero fare un’oretta di strada in quelle condizioni [...] molte sono morte!”. Le portarono in una baracca ospedale dove la operarono alla spalla e alla testa. “Il riposo, quel poco di pace che ci proveniva dal non ricevere più botte, e l’assistenza di Dio mi hanno aiutata a venirne fuori”.

### Il ritorno a casa

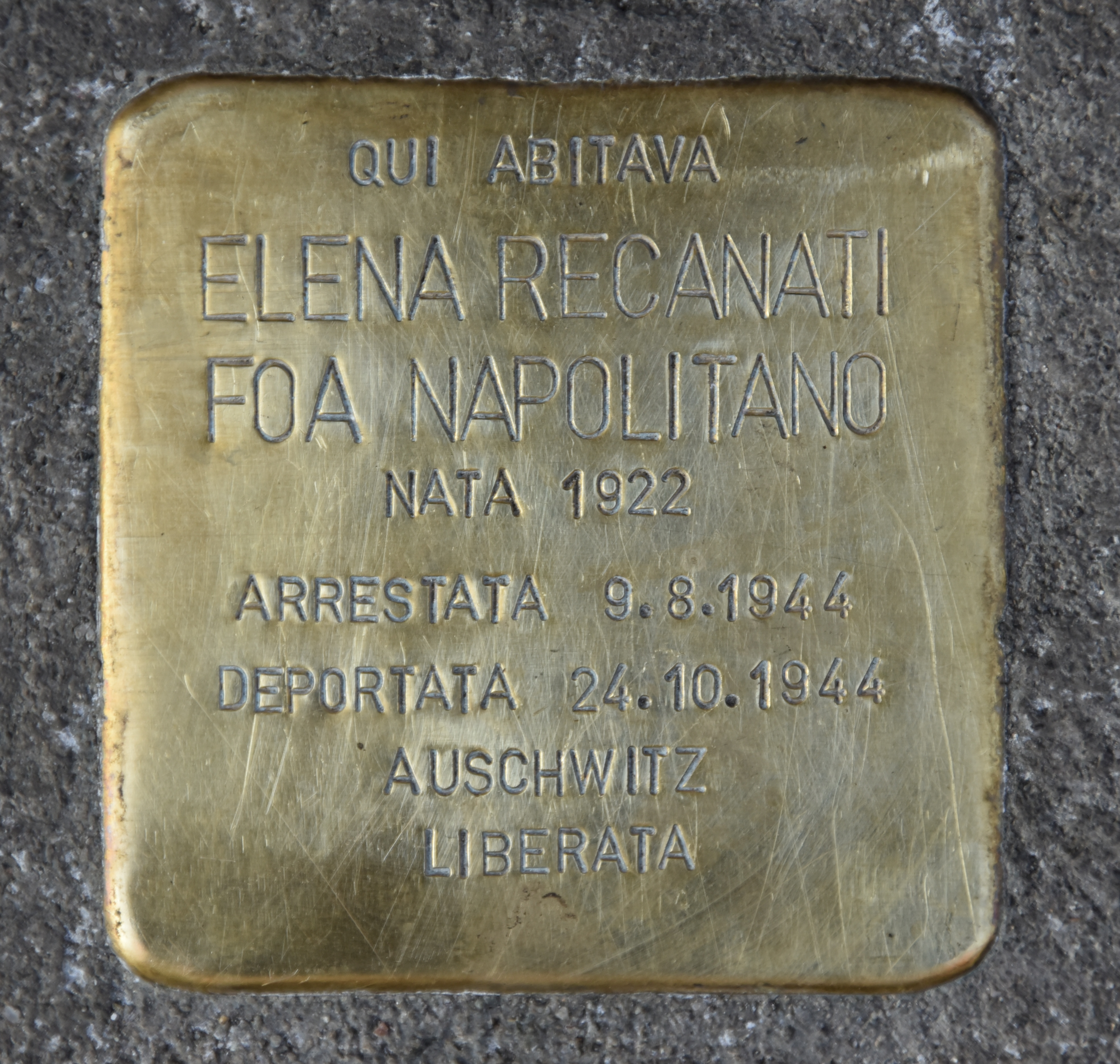
La pietra d'inciampo posata in memoria di Elena Recanati Foà

Con gli Alleati alle porte (gli inglesi occuparono la città di Braunschweig) le prigioniere furono spostate senza una meta precisa per otto giorni fino ad arrivare a Ravensbrück, in aprile, dove i forni crematori erano stati distrutti da venti giorni : “Ridotta ad uno scheletro ero anche piena di piaghe, sempre febbricitante e svenivo continuamente. Non ce la facevo a stare in piedi. Mi ricoverarono in un “revier” dove trovai una dottoressa francese, tanto cara, che mi volle bene e mi ha salvata”. Sempre in aprile fu costretta ad una marcia di evacuazione durante cui venne liberata dai sovietici il 1º maggio 1945 circa. Il 4 giugno fu portata a Neubrandenburg dove c’era un centro di raccolta di italiani e successivamente a Prenzlau finché, dopo essere stata in quarantena per il tifo, il 3 ottobre partì per l’Italia. “Ho avuto anche l’amarezza di vedere che quell'ufficiale della Decima Mas che ci aveva arrestato era diventato ufficiale della divisione Cremona, della repubblica italiana: non della repubblichina, ma della repubblica italiana. E aveva il coraggio di dire che lui aveva fatto il partigiano. E vedevo che tutti, tutti, avevano fatto il partigiano, non ne ho incontrato uno che mi abbia detto: «io sono stato nei repubblichini». Il 15 ottobre 1945 arrivò a Milano e il giorno dopo a Torino dove si era diplomata prima della deportazione e decise di laurearsi. Si ricongiunse al figlio Massimo: “Ora mio figlio ha ritrovato la sua mamma, e ne aveva tanto bisogno; e io ho ritrovato mio figlio, lo scopo della mia vita, la mia grande consolazione, il premio di tante pene”. Si sposò nuovamente ed ebbe due figli dal secondo marito. “Per tanti anni io ho vissuto con un senso di colpa per essere sopravvissuta, e mi domandavo perché io sì e Guido no. Per tanti anni io l’aspettavo, non avevo il coraggio di andare via perché dicevo: un giorno o l’altro lui arriva. Poi mi sono accorta che per il bene anche di mio figlio, dovevo rimuovere questi ricordi, dovevo accantonarli: giù, lasciarli sprofondare. Se no avrei fatto un infelice di lui, e io avrei finito per impazzire [...] Non ho voluto allora fare le pratiche per avere la pensione come vedova di guerra, perché appunto io all’inizio mi illudevo ancora che mio marito potesse tornare. Solo dopo, per motivi di necessità, ho fatto le pratiche per la morte presunta. E non avevo fatte neanche quelle per i danni di guerra, perché avevo tentato di andare in quegli uffici e avevo visto che bisognava fare quelle code interminabili, tutta quella burocrazia. Mi sembrava talmente vergognoso che dopo quello che avevo passato, io dovessi far la coda come a dover chiedere l’elemosina, per recuperare qualcosa di quello che mi era stato portato via…”. Nel 1948 dopo essere riuscita a rientrare in possesso di una parte della ditta fondata dal suocero e dal marito, la Sacma Acciai Spa, ne divenne amministratrice e nel 1980 presidente. Per questo suo ruolo dal 1977 al 1980 fu nominata anche presidente dell'Associazione Imprenditrici e Donne dirigenti d’azienda (AIDDA). Morì nel 1983 e il 15 marzo 2016, in sua memoria, in via Ormea 40, è stata posta una pietra d'inciampo.

## La testimonianza
Elena Recanati venne intervistata sulla sua esperienza di deportata nel 1982 da Laura Matteucci nell’ambito di una pionieristica raccolta di 212 interviste realizzata dall’Aned sezione di Torino tra il 1981 e il 1985. I testimoni, tutti residenti in Piemonte, furono individuati sulla base dell’elenco degli ex deportati comparso sulla Gazzetta Ufficiale del 22 maggio del 1968 (riguardante l’indennizzo concesso ai superstiti dei Konzentrationslager, KZ) e sulla base delle domande per il vitalizio avanzate in seguito alla legge del 18 novembre 1980. In quegli anni vi era poca attenzione al tema della deportazione e la storia orale era ancora poco praticata: le interviste raccolte allora hanno oggi un valore storico straordinario. I deportati che diedero il loro appoggio alla ricerca e accettarono di testimoniare lo fecero spesso per la prima e in alcuni casi unica volta. Questo riguardò in particolare le donne e tra di loro Elena Recanati che scomparsa poco tempo dopo non ha lasciato altre tracce della sua esperienza. Tuttavia la sua testimonianza è stata ripresa e citata da storici e scrittori in più occasioni: da Giampaolo Pansa nel romanzo Il bambino che guardava le donne, da Bruna Bianchi in Deportazione e memorie femminili: 1899- 1953, da Alessandra Chiappano in Essere donne nei Lager e in Le deportazioni femminili dall'Italia fra storia e memoria, da Claudio Vercelli in Tanti olocausti: la deportazione e l'internamento nei campi nazisti  e nel volume collettaneo I giusti d'Italia: i non ebrei che salvarono gli ebrei, 1943-1945.